# Caledoniscincus austrocaledonicus
Caledoniscincus austrocaledonicus — вид сцинкоподібних ящірок родини сцинкових (Scincidae). Ендемік Нової Каледонії.

## Поширення і екологія
Caledoniscincus austrocaledonicus мешкає на островах Нова Каледонія, Белеп, Пен, Луайоте та на сусідніх островах. Вони живуть в різноманітних природних середовищах, зокрема в прибережних заростях, на луках, в саванах, в склерофільних лісах та в чагарникових заростях макі, трапляються в порушених лісах, однак уникають густих тропічних лісів. Зустрічаються на висоті до 1000 м над рівнем моря. Ведуть денний, наземний спосіб життя, ховаються в лісовій підстилці, шукають їжу і гріються на освітлених сонцем ділянках.